# Jean-François Bettex
Pour les articles homonymes, voir Bettex.
Jean-François Bettex, né le 19 mars 1816 à Combremont-le-Grand et mort le 13 mars 1887 à Yverdon, est une personnalité politique suisse, membre de la Gauche Libérale (futur parti radical-démocratique). Il est député du canton de Vaud au Conseil national de 1848 à 1851.

## Biographie
Jean-François Bettex naît le 19 mars 1816 à Combremont-le-Grand, dans le canton de Vaud. Protestant, originaire de Combremont-le-Petit, il est le fils de César Bettex, agriculteur. Il épouse Louise-Marianne Roulet.
Après l'École normale à Lausanne et des études en Allemagne, Jean-François Bettex devient instituteur à Bonvillars puis, dès 1840, à Yverdon. Il est juge-suppléant (de 1847 à 1849), juge (en 1850), puis greffier au tribunal civil du district d'Yverdon (de 1851 à 1870). Il est en parallèle greffier du tribunal de police du district (de 1852 à 1862), puis substitut de la Justice de paix du cercle d'Yverdon (de 1883 à 1887).

### Carrière politique
Il est député des Radicaux/Gauche Libérale (aile gauche du parti libéral) au Grand Conseil vaudois de 1847 à 1851 et, parallèlement, conseiller national de 1848 à 1851.